# L'anello di Salomone
L'anello di Salomone (The Ring of Solomon) è un romanzo fantasy del 2010 scritto da Jonathan Stroud. Sebbene nel romanzo sia presente come protagonista il demone Bartimeus, le vicende sono slegate da quelle dei precedenti volumi della Tetralogia di Bartimeus, essendo ambientate tre millenni prima.

## Trama
Il jinn Bartimeus viene convocato nella Gerusalemme governata da Salomone, circa nove secoli prima della nascita di Cristo. Il mago che l'ha convocato lo incarica di portargli un tesoro per farne dono al suo sovrano Salomone, che governa Israele grazie al terribile potere dell'anello che porta al dito.

## Edizioni
- Jonathan Stroud, L'anello di Salomone, traduzione di Riccardo Cravero, Salani, 2011,  p. 407, ISBN 978-88-6256-472-4.